# Oomycota
Division
Les Oomycètes (division des Oomycota) comprennent entre 800 et 1 000 espèces (Kirk et al., 2001) d'organismes eucaryotes unicellulaires ou pluricellulaires Hétérocontes, non photosynthétiques, également connus sous les noms de Pseudofungi ou d'Heterokontimycotina. Bien que de nombreux traits biochimiques, ultrastructuraux et génétiques les placent clairement dans les Hétérocontes, leur type de croissance comprenant des hyphes et leur mode de nutrition par osmotrophie ressemblent à ceux des champignons vrais du groupe des Fungi. Cependant, ils n'y sont pas étroitement apparentés.
Le terme oomycètes a été formé à partir du grec ᾠόν / ōión, « œuf », et μύκης / mukēs, « champignon ».

## Appareil végétatif
L'appareil végétatif est de type fongique car il est généralement constitué de filaments non cloisonnés (ou siphons), toutefois des cloisons (septa) peuvent être présentes à la base de structures reproductives ou dans des compartiments anciens. Le cytoplasme contient des noyaux diploïdes, des mitochondries, les empilements de Golgi et des vacuoles.
Les parois sont généralement constituées de cellulose et dépourvues de chitine (sauf rares exceptions avec une paroi mixte) ce qui les différencie des « vrais champignons » Eumycètes dont les parois contiennent de la chitine et les rapproche de certaines algues et des plantes. [réf. souhaitée]

## Appareil reproducteur
| La multiplication asexuée dominante est assurée par des cellules nageuses portant deux flagelles, les zoospores (ou planospores), produites au sein de sporocystes. Les deux flagelles sont dissemblables : le flagelle postérieur est lisse et l'antérieur est couvert de poils particuliers. Le nom d’Hétérokontes donné aussi au taxon des Stramenopiles vient de cette hétérogénéité des flagelles (hétérokonte vient du grec ἕτερος / héteros, « autre », et κοντός / kontós, « perche, javelot »). Les points d'insertion des flagelles peuvent se rencontrer soit en zone apicale, soit en zone latérale. Les flagelles permettent aux spores de nager dans l'eau ou de se disperser dans le sol. La zoospore peut aussi se débarrasser de ses flagelles et s'enkyster, c'est-à-dire se munir d'une paroi résistante. |                                                  |
| La multiplication sexuée se fait directement, sans participation de zoospores, à l'intérieur de sacs produits par l'hyphe, nommés gamétocystes. L'opération se fait entre un gamétocyste mâle, le spermatocyste, et un gamétocyste femelle, l'oogone, par l'intermédiaire de tubes copulateurs qui pénètrent l'oogone. Après production de noyaux haploïdes dans chacun des gamétocystes (par méiose), le tube copulateur (ou siphon) permet une fusion des protoplasmes (ou plasmogamie) suivie d'une fusion des noyaux haploïdes (ou caryogamie) au sein de l'oogone. Les gamètes restant à l'intérieur du protoplasme, assurent une grande sécurité à l'étape la plus vulnérable du cycle de reproduction. Les œufs formés s'appellent des oospores. Ce mode de reproduction sexuée est appelé « oogamie siphonogame ».   | Plasmopara viticola agent du mildiou de la vigne |

## Écologie
Les Oomycètes sont communs dans l'eau, sur les déchets organiques et les cadavres des petits animaux. Certaines espèces vivent dans le sol en saprophytes sur les débris organiques. Plusieurs espèces sont des pathogènes majeurs de plantes, certaines espèces parasitent des animaux. La plupart des espèces de Saprolegnia sont des organismes saprophytes mais certaines espèces parasitent les poissons. Le genre Pythium comprend de nombreuses espèces parasites de plantes et quelques autres parasites d'animaux. Le genre Phytophthora est également responsable de maladies chez les végétaux sauvages et cultivés. Phytophthora infestans l'agent du mildiou de la pomme de terre est à l'origine de la grande famine en Irlande des années 1845-1851 qui fit peut-être un million de victimes. Plasmopara viticola est l'agent du mildiou de la vigne. Il est endémique en Amérique du Nord où il n'est pas très destructeur sur les vignes locales (Vitis rotundifolia est résistante). Il fut introduit en France en 1878 et eut des conséquences désastreuses pour la vigne européenne (Vitis vinifera cultivée) qui n'ayant jamais été exposée à ce pathogène était très sensible. La découverte par Millardet de la bouillie bordelaise, mélange de chaux et de sulfate de cuivre, représente le premier fongicide efficace trouvé contre ce genre de maladie.

## Systématique
Oomycota Arx, 1967 a pour synonymes :
- Hyphochytriomycota[10]
- Oomycetes[11]
- Peronosporomycotina[12]
- Pseudofungi[13],[10],[12],[11]

Ils étaient autrefois classés dans les Mastigomycotina (maintenant Chytridiomycota, depuis la séparation des Mastigomycota), parmi les Mycota, avec lesquels ils partagent un certain nombre de caractères (cellules filamenteuses : hyphes, absence de chlorophylle, nutrition sur de la matière organique...) ; mais ils présentent également de profondes divergences avec les mycètes (paroi cellulosique, noyaux diploïdes). Ils sont maintenant classés parmi les Chromista du fait de la présence de zoospores biflagellées et de l'utilisation de laminarine comme substance de réserve.
Dans les années 1980, Thomas Cavalier-Smith reconnait que les principales lignées de champignons-algues, autrement nommées Phycomycètes, ne doivent plus être considérées comme des champignons, et il crée le groupe des Pseudofungi pour les différencier. Il classe ces organismes dans un nouveau règne, les Chromistes, qui rassemble également les Diatomées et les Algues brunes,
Position phylogénétique:
- Eukaryota
  - Bicontes
    - Chromoalvéolés
      - Straménopiles
        - Sloomycetes
          - Oomycota

        - Ochrophyta

Taxon frère : Hyphochytriales
Les Pseudofungi descendraient d'algues chromistes unicellulaires hétérokontes qui auraient perdu leurs plastes permettant d'effectuer la photosynthèse, l'existence de plastes endosymbiotiques d'algues rouges ayant été démontrée. De là, un proto-pseudochampignon unicellulaire hétérotrophe, probablement un parasite de champignon, aurait obtenu ses gènes fongiques par transfert horizontal de gènes, ce qui aurait conduit au développement d'une multicellularité fongique convergente, expliquant pourquoi la paroi cellulaire des pseudochampignons est parfois constituée à la fois de chitine et de cellulose.

## Liste des classes
La division des Oomycota regroupe les trois classes suivantes,,,, :
- Bigyromonadea Caval.-Sm., 1998
- Hyphochytrea Cavalier-Sm., 1986
- Peronosporea

Selon MycoBank (3 décembre 2023) :
- Oomycetes G. Winter, 1880
- Peronosporomycetes Locq., 1974
- Saprolegniomycetes Thines & Beakes, 2015